# New York Jets 2003
La stagione 2003 dei New York Jets è stata la 34ª della franchigia nella National Football League, la 44ª complessiva. La squadra non riuscì a difendere il titolo di division dell'anno precedente, terminando con 6 vittorie e 10 sconfitte fuori dai playoff.

## Scelte nel Draft 2003
| Scelte dei Jets nel Draft 2003 | Scelte dei Jets nel Draft 2003 | Scelte dei Jets nel Draft 2003 | Scelte dei Jets nel Draft 2003 | Scelte dei Jets nel Draft 2003 |
| Giro                           | Scelta                         | Giocatore                      | Ruolo                          | College                        |
| ------------------------------ | ------------------------------ | ------------------------------ | ------------------------------ | ------------------------------ |
| 1                              | 4                              | Dewayne Robertson              | Defensive tackle               | Kentucky                       |
| 2                              | 53                             | Victor Hobson                  | Linebacker                     | Michigan                       |
| 3                              | 85                             | B.J. Askew                     | Fullback                       | Michigan                       |
| 5                              | 140                            | Derek Pagel                    | Safety                         | Iowa                           |
| 5                              | 150                            | Matt Walters                   | Defensive end                  | Miami (FL)                     |
| 6                              | 200                            | Brooks Bollinger               | Quarterback                    | Wisconsin                      |
| 7                              | 237                            | Dave Yovanovits                | Guard                          | Temple                         |

## Roster
| Roster dei New York Jets nel 2003 |
| --- |
| Quarterback - 5 Brooks Bollinger - 10 Chad Pennington - 16 Vinny Testaverde Running Back - 35 B.J. Askew FB - 20 Michael Bates KR - 34 LaMont Jordan - 28 Curtis Martin - 33 Jerald Sowell FB Wide Receiver - 84 Jonathan Carter - 81 Curtis Conway - 89 Kevin Lockett - 83 Santana Moss - 82 Kevin Swayne Tight End - 86 Chris Baker - 88 Anthony Becht Offensive Linemen - 69 Jason Fabini T - 78 Jonathan Goodwin G - 63 J. P. Machado G - 68 Kevin Mawae C - 67 Kareem McKenzie T - 74 Brent Smith G - 64 Dave Yovanovits T Defensive Linemen - 92 Shaun Ellis DE - 72 Jason Ferguson DT - 75 Chester McGlockton DT - 93 James Reed DT - 63 Dewayne Robertson NT - 99 Bryan Thomas DE - 95 Matt Walters DE Linebacker - 53 Khary Campbell OLB - 56 Sam Cowart - 54 Victor Hobson OLB - 55 Marvin Jones - 57 Mo Lewis - 52 Kenyatta Wright - 50 Mark Brown Defensive Back - 21 Aaron Beasley CB - 22 Tyrone Carter FS - 42 Sam Garnes SS - 26 Omare Lowe CB - 38 Jon McGraw FS - 24 Ray Mickens CB - 37 David Young Special Team - 4 Dan Stryzinski P - 6 Doug Brien K Lista delle riserve - 21 Donnie Abraham CB (IR) - 94 John Abraham DE (IR) - 80 Wayne Chrebet WR (IR) - 91 Josh Evans DT (IR) |
| Legenda - I rookie sono in corsivo. - Il primo ruolo è il principale mentre gli eventuali successivi indicano i ruoli secondari. - (IR) sta per Injured Reserve ed indica la lista ristretta per un solo giocatore infortunato che può tornare ad allenarsi dopo la settimana 6 e a rientrare in prima squadra dopo che questa ha giocato 8 partite. - (NF-Inj.) / (NF-Ill.) stanno rispettivamente per Non-Football Injured e Non-Football Illness ed indicano le liste dove viene inserito un giocatore che ha un infortunio o una malattia non dipendente dal football americano. - (PUP) sta per Physically Unable to Perform ed indica la lista dove viene inserito un giocatore mentre è in attesa di recuperare la condizione fisica. Nella stagione regolare dopo la sesta partita giocata dalla propria squadra, il giocatore ha tempo tre settimane per riprendere ad allenarsi, più tre settimane aggiuntive dal suo rientro agli allenamenti per rientrare in prima squadra. |

### Calendario

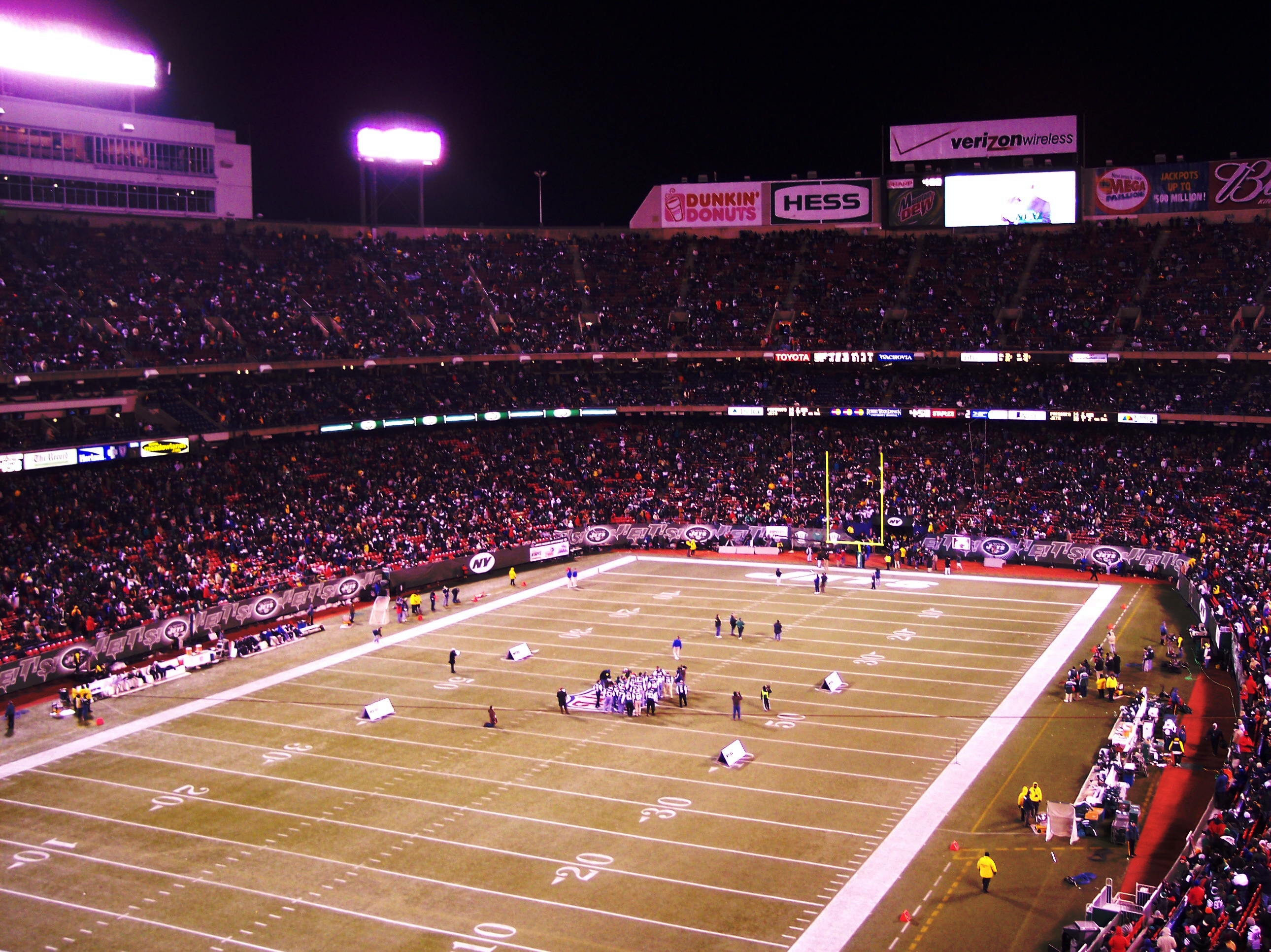
Il Giants Stadium, casa dei Jets, nella stagione 2003

| Stagione regolare | Stagione regolare    | Stagione regolare  | Stagione regolare           | Stagione regolare  | Stagione regolare  |
| Turno             | Avversario           | Risultato          | Stadio                      | Ora                | TV                 |
| ----------------- | -------------------- | ------------------ | --------------------------- | ------------------ | ------------------ |
| 1                 | Washington Redskins  | S 16–13            | FedExField                  | 9:00pm             | ABC                |
| 2                 | Miami Dolphins       | S 21–10            | Giants Stadium              | 1:00pm             | CBS                |
| 3                 | New England Patriots | S 23–16            | Gillette Stadium            | 1:00pm             | CBS                |
| 4                 | Dallas Cowboys       | S 17–6             | Giants Stadium              | 4:15pm             | FOX                |
| 5                 | Settimana di pausa   | Settimana di pausa | Settimana di pausa          | Settimana di pausa | Settimana di pausa |
| 6                 | Buffalo Bills        | V 30–3             | Giants Stadium              | 4:15pm             | CBS                |
| 7                 | Houston Texans       | V 19–14            | Reliant Stadium             | 1:00pm             | CBS                |
| 8                 | Philadelphia Eagles  | S 24–17            | Lincoln Financial Field     | 4:15pm             | CBS                |
| 9                 | New York Giants      | S 31–28 (DTS)      | Giants Stadium              | 1:00pm             | FOX                |
| 10                | Oakland Raiders      | V 27–24 (DTS)      | Network Associates Coliseum | 4:15pm             | CBS                |
| 11                | Indianapolis Colts   | S 38–31            | RCA Dome                    | 4:15pm             | CBS                |
| 12                | Jacksonville Jaguars | V 13–10            | Giants Stadium              | 1:00pm             | CBS                |
| 13                | Tennessee Titans     | V 24–17            | Giants Stadium              | 9:00pm             | ABC                |
| 14                | Buffalo Bills        | S 17–6             | Ralph Wilson Stadium        | 4:15pm             | CBS                |
| 15                | Pittsburgh Steelers  | V 6–0              | Giants Stadium              | 1:00pm             | CBS                |
| 16                | New England Patriots | S 21–16            | Giants Stadium              | 8:30pm             | ESPN               |
| 17                | Miami Dolphins       | S 23–21            | Pro Player Stadium          | 1:00pm             | CBS                |

## Classifiche
| AFC East                 | AFC East | AFC East | AFC East | AFC East | AFC East | AFC East | AFC East | AFC East | AFC East |
|                          | V        | S        | P        | %        | DIV      | CONF     | PF       | PS       | STR      |
| ------------------------ | -------- | -------- | -------- | -------- | -------- | -------- | -------- | -------- | -------- |
| (1) New England Patriots | 14       | 2        | 0        | .875     | 5–1      | 11–1     | 348      | 238      | V12      |
| Miami Dolphins           | 10       | 6        | 0        | .625     | 4–2      | 7–5      | 311      | 261      | V2       |
| Buffalo Bills            | 6        | 10       | 0        | .375     | 2–4      | 4–8      | 243      | 279      | S3       |
| New York Jets            | 6        | 10       | 0        | .375     | 1–5      | 6–6      | 283      | 299      | S2       |